# Kanäle in Augsburg

Fließschema-Diagramm der Augsburger Flüsse, Bäche und Kanäle

Die Kanäle in Augsburg sind ein Kernbestandteil von Augsburgs historischer Wasserwirtschaft. Sie versorgten vermutlich bereits seit dem 8. Jahrhundert die Stadt Augsburg mit Wasser aus den Flüssen Lech und Wertach, aus der Singold sowie kleineren Bächen. Schriftlich sicher belegt sind sie erstmals im Augsburger Stadtrecht von 1276.
Die Stadt Augsburg wurde von den Römern am Nordende der Augsburger Hochterrasse zwischen den damals ungezähmten, verflochtenen Gebirgsflüssen Wertach und Lech erbaut. Der Platz war gut zu verteidigen, weil die Flüsse ihn vor Angriffen aus Westen, Norden und Osten natürlich schützten, und die knapp 20 Meter über den Flussniveaus liegende Hochterrasse bewahrte ihn zudem ausreichend vor Überschwemmungen. Durch die Stadt selbst jedoch zog damit kein natürlicher Wasserlauf, so dass hierfür Kanäle angelegt wurden. Die Kanalsysteme von Lech und Wertach verlaufen parallel zueinander und münden, kurz bevor sich die beiden Flüsse in der Wolfzahnau vereinen, jeweils in den Ursprungsfluss zurück.
Das Wasser verteilt sich im netzartigen Augsburger Kanalsystem im Freispiegel, d. h. der Schwerkraft frei folgend, ohne Antrieb durch irgendwelche Pumpen. Die Kanäle fließen überwiegend oberirdisch mit starkem Volumenstrom und sind im Stadtgebiet nur abschnittweise verdeckt oder überbaut. In den 1970er und 1980er Jahren wurden einige Kanäle in der Altstadt wieder aufgedeckt.
Teil des Kanalnetzes sind auch die im 16. Jahrhundert zur Befestigung der Stadt angelegten, wassergefüllten Stadtgräben. Im Augsburger Kanalnetz gibt es mehrere Wasserkreuzungen, etwa das Aquädukt am Roten Tor oder die Zirbelnuss-Kanal-Brücke beim Unteren Brunnenturm. Vor allem die Lechkanäle, die durch den unteren Altstadtkern geleitet wurden, der aus diesem Grund auch Lechviertel genannt wird, machen Augsburg zu einer Stadt der Brücken. Mit insgesamt 500 übertrifft sie in der Zahl ihrer Brückenbauwerke sogar Venedig – dabei ist allerdings jeder Steg eingerechnet, der zu einem Hauseingang führt. 44 Straßennamen im Stadtbereich haben einen direkten Bezug zum Augsburger Wasser.
Ein Teil der Lechkanäle ist als Baudenkmal in die Bayerische Denkmalliste eingetragen. 2019 wurden einige der Augsburger Kanäle im Rahmen des Augsburger Wassermanagement-Systems in das UNESCO-Welterbe aufgenommen.

## Bedeutung
Die Stadtbäche und Kanäle dienten in vergangenen Jahrhunderten vielfachen Aufgaben:
- sie boten der Flößerei und Holztrift einen Transportweg,
- ihre Wasserkraft diente zum Antrieb von Wasserrädern etwa für Mühlen, später den Turbinen von Fabriken oder Wasserkraftwerken,
- sie führten Brauchwasser etwa für die Färberei und Gerberei heran,
- sie dienten der Abfall- und Abwasserentsorgung,
- sie sicherten die Stadtmauer, indem sie die Stadtgräben befüllten,
- sie lieferten Trinkwasser,
- sie lieferten Kühlwasser, etwa für die 1609 erbaute Stadtmetzg (Stadtmetzgerei),
- in einigen Kanälen wurde auch gebadet; noch heute dient ein Kanal an der Friedberger Straße als Freibad.

Man hielt dabei stets das Trinkwasser aus den Quellen im Augsburger Stadtwald penibel getrennt vom Flusswasser der Kanäle, das nur als Brauchwasser diente.
Noch Anfang des 19. Jahrhunderts gab es 148 unterschlächtige Wasserräder im Stadtgebiet. Die Quellwasser herführenden Bäche, denen man seit 1848 kein Trinkwasser mehr entnimmt, münden nun im Stadtgebiet in die Lechkanäle. Die meisten der erwähnten Nutzungen sind inzwischen weggefallen, doch blieb das Augsburger Kanalnetz intakt und prägt noch immer das Stadtbild. 36 Wasserkraftwerke im Stadtgebiet Augsburgs nutzen die Kanäle zur Stromerzeugung (Stand 2013).

## Gesamtlängen nach Ursprung
- Lechkanäle: Gesamtlänge 77,7 km
- Wertachkanäle: Gesamtlänge 11,6 km
- Bäche: Gesamtlänge 45,6 km

## Überblick

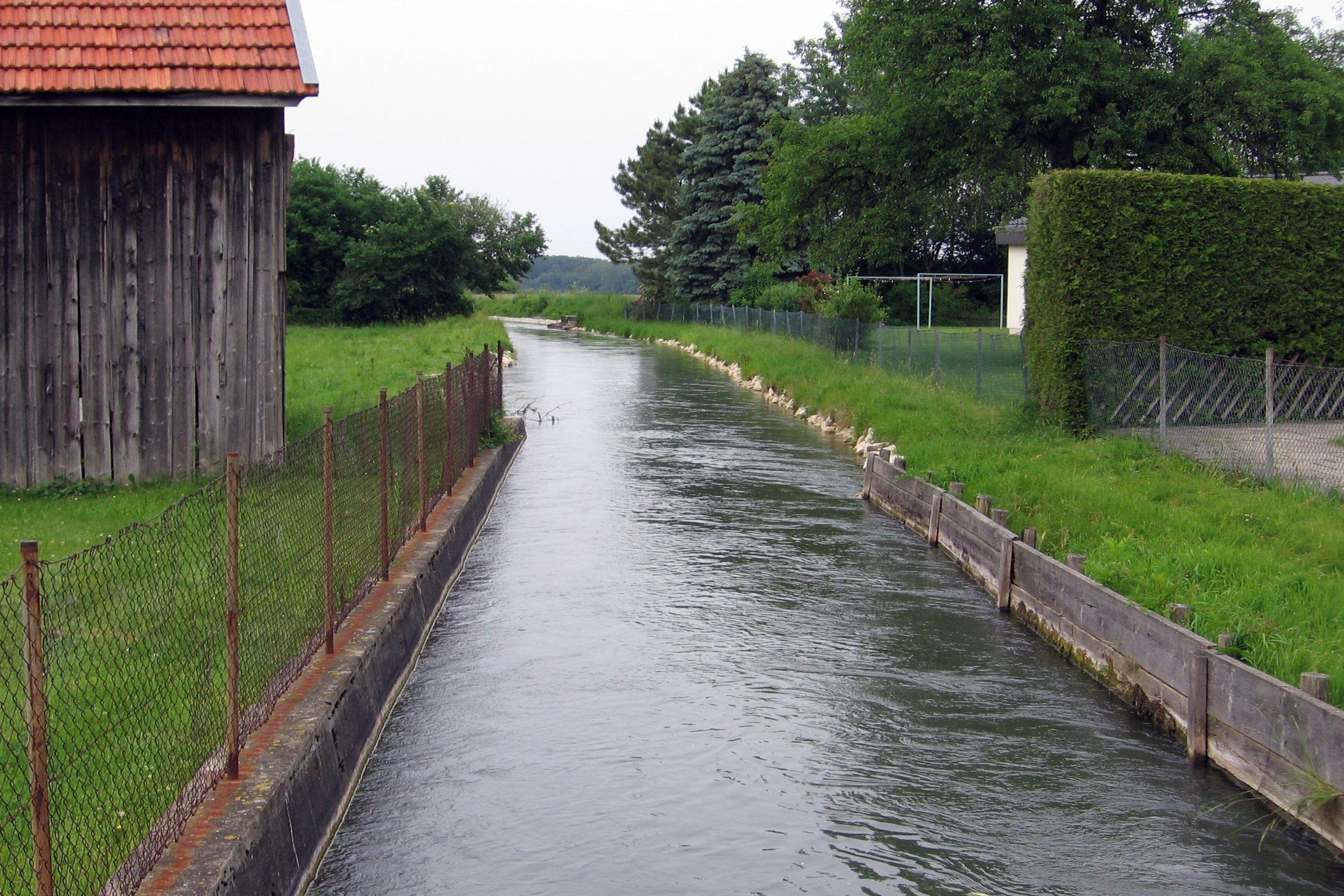
Lochbach
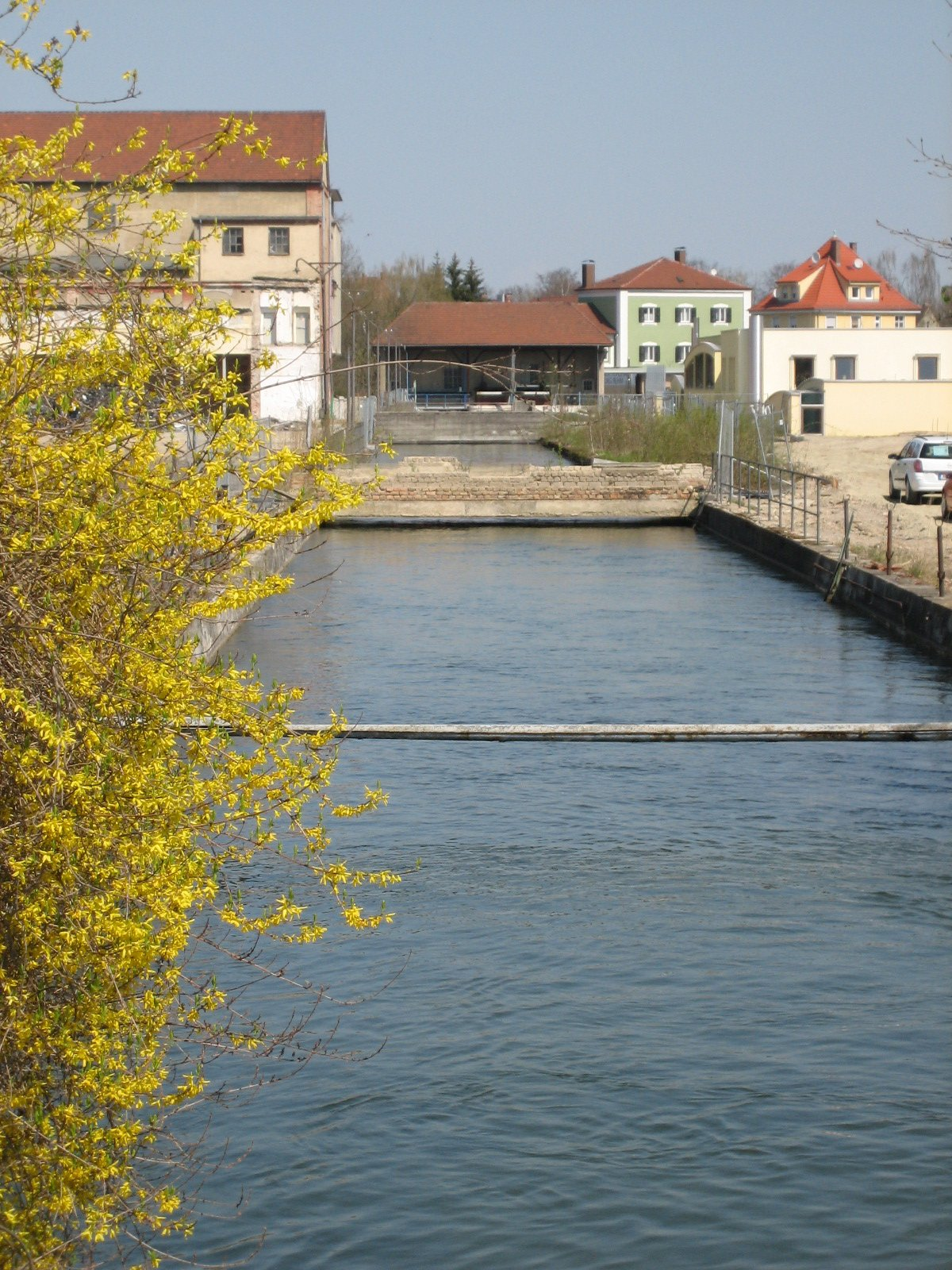
Schäfflerbach
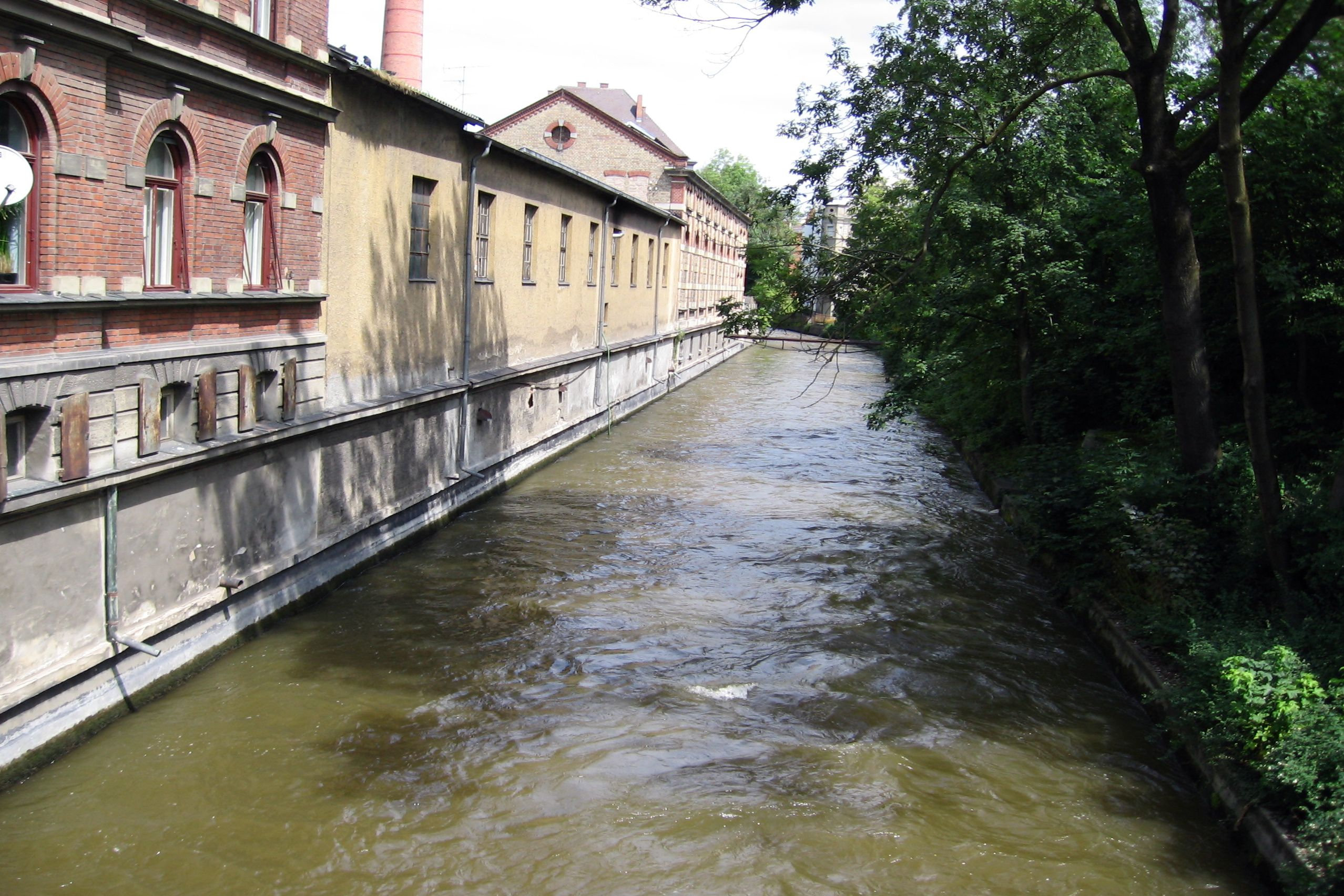
Senkelbach
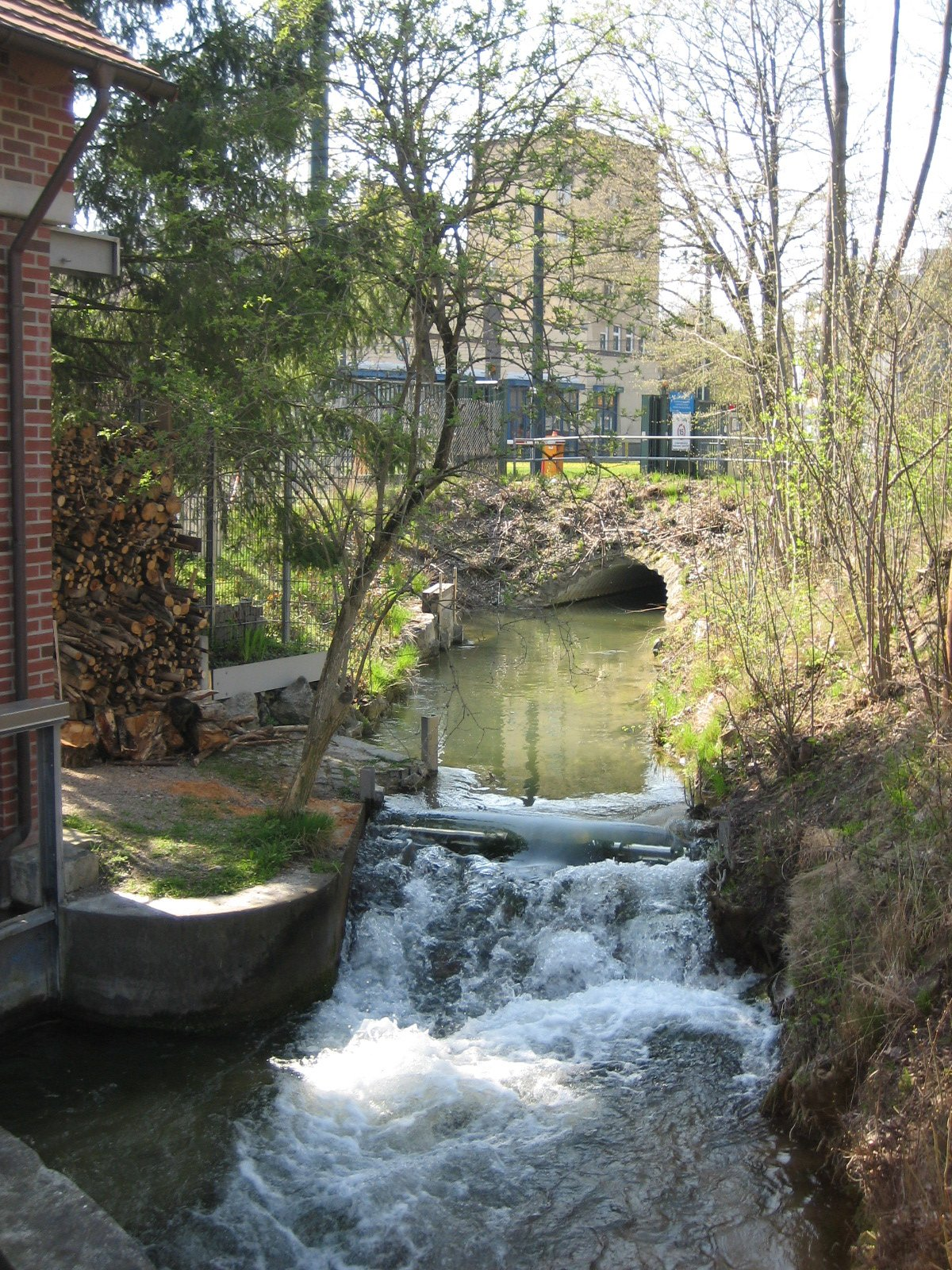
Wolfsbach
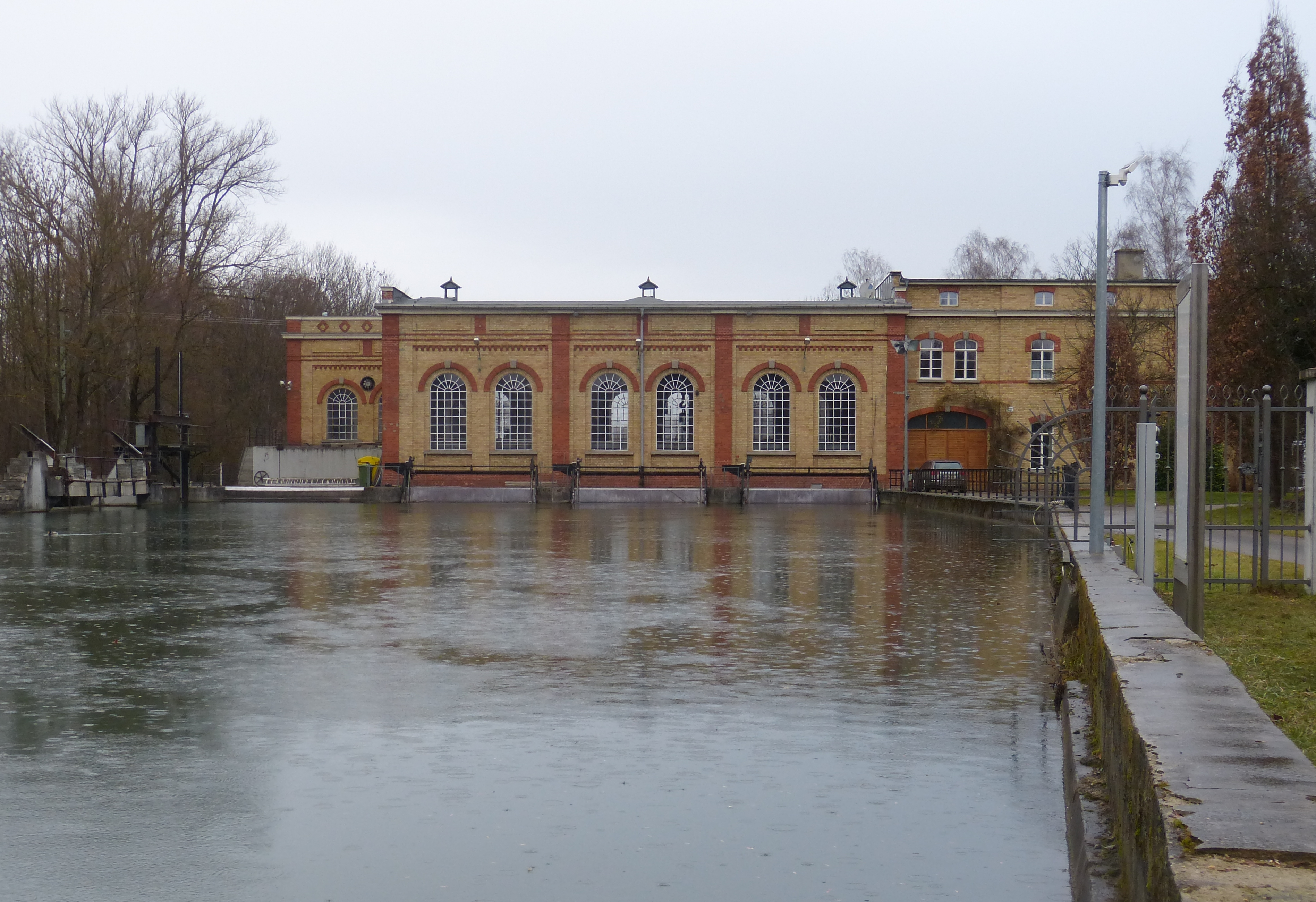
Alle Lechkanäle führen am Ende des vereinigten Stadt- und Proviantbachs zum Wasserkraftwerk Wolfzahnau

| Name                                               | Ursprung                                    | Vorfluter                                                          | Lage                    | Länge       | Wassermenge   |
| -------------------------------------------------- | ------------------------------------------- | ------------------------------------------------------------------ | ----------------------- | ----------- | ------------- |
| Einlaufkanal                                       | Lech (beim Hochablass)                      | Hauptstadtbach (Abschnitt parallel zum Neubach), Neubach           | Spickel-Herrenbach      |             | ca. 45 m³/s   |
| Hauptstadtbach (Abschnitt parallel zum Neubach)    | Einlaufkanal                                | Eiskanal, Hauptstadtbach (Abschnitt nach dem Neubach)              | Spickel-Herrenbach      |             | ca. 18 m³/s   |
| Eiskanal                                           | Hauptstadtbach                              | Lech (nach dem Hochablass)                                         | Spickel-Herrenbach      | 660 m       | ca. 10 m³/s   |
| Neubach                                            | Einlaufkanal                                | Hauptstadtbach (Abschnitt nach dem Neubach)                        | Spickel-Herrenbach      |             | ca. 17 m³/s   |
| Hauptstadtbach (Abschnitt nach dem Neubach)        | Hauptstadtbach                              | Kaufbach, Herrenbach                                               | Spickel-Herrenbach      |             | ca. 35 m³/s   |
| Herrenbach                                         | Hauptstadtbach (Abschnitt nach dem Neubach) | Hanreibach, Proviantbach                                           | Herrenbach              | 882 m       | ca. 21 m³/s   |
| Proviantbach                                       | Herrenbach                                  | Vereinigter Stadt- und Proviantbach (Auslaufkanal)                 | Spickel-Herrenbach      | 4400 m      | ca. 14 m³/s   |
| Hanreibach                                         | Herrenbach                                  | Fichtelbach, Proviantbach                                          | Innenstadt              | 2300 m      | ca. 4 m³/s    |
| Fichtelbach                                        | Hanreibach                                  | Hanreibach                                                         | Innenstadt              | 1400 m      | ca. 4 m³/s    |
| Kaufbach                                           | Hauptstadtbach (Abschnitt nach dem Neubach) | Schwalllech, Sparrenlech                                           | Innenstadt              |             | ca. 14 m³/s   |
| Schäfflerbach                                      | Kaufbach                                    | Stadtbach                                                          | Innenstadt              | 3650 m      | ca. 6 m³/s    |
| Schwalllech                                        | Kaufbach                                    | Mittlerer Lech, Hinterer Lech                                      | Innenstadt              | 1400 m      |               |
| Sparrenlech                                        | Kaufbach                                    | Stadtbach                                                          | Innenstadt              | 1400 m      | ca. 3 m³/s    |
| Hinterer Lech                                      | Schwalllech                                 | Stadtbach                                                          | Innenstadt              | 1400 m      | ca. 2 m³/s    |
| Mittlerer Lech                                     | Schwalllech                                 | Stadtbach                                                          | Innenstadt              | 1400 m      | ca. 4 m³/s    |
| Lochbach                                           | Lech (Lechstaustufe 22)                     | Wolfsbach, Vorderer Lech, ...                                      | Haunstetten, Innenstadt | ca. 14,5 km | ca. 3 m³/s    |
| Wolfsbach                                          | Lochbach                                    | Kaufbach                                                           | Innenstadt              |             | ca. 1 m³/s    |
| Brunnenmeisterbach                                 | Lochbach                                    | Innerer Stadtgraben (beim Kräutergarten)                           | Innenstadt              |             |               |
| Vorderer Lech                                      | Lochbach                                    | Stadtbach (unterirdisch)                                           | Innenstadt              | 1260 m      | ca. 2 m³/s    |
| Stadtbach                                          | Vorderer, Mittlerer und Hinterer Lech       | Vereinigter Stadt- und Proviantbach (Auslaufkanal)                 | Innenstadt              |             | ca. 8 m³/s    |
| Vereinigter Stadt- und Proviantbach (Auslaufkanal) | Stadtbach, Proviantbach                     | Wertach (Wehr), Lech (nach dem Wasserkraftwerk auf der Wolfzahnau) | Wolfzahnau              |             | ca. 39 m³/s   |
| Fabrikkanal                                        | Wertach                                     | Wertach, Wertachkanal                                              | Göggingen               |             | ca. 28,5 m³/s |
| Singold                                            | Quelle in Waal                              | Fabrikkanal                                                        | Inningen, Göggingen     |             | ca. 2 m³/s    |
| Wertachkanal                                       | Fabrikkanal                                 | Holzbach, Wertach                                                  | Göggingen               |             | ca. 28,5 m³/s |
| Holzbach                                           | Wertachkanal                                | Senkelbach                                                         | Innenstadt              |             | ca. 28,5 m³/s |
| Senkelbach                                         | Holzbach                                    | Wertach                                                            | Oberhausen              |             | ca. 28,5 m³/s |
| Mühlbach                                           | Wertachkanal                                | unterirdischer Schwemmkanal zur Wertach, Hettenbach                | Pfersee                 |             | ca. 2 m³/s    |
| Hettenbach                                         | Mühlbach                                    | Wertach                                                            | Pfersee                 |             | ca. 2 m³/s    |
| Brunnenbach                                        | Quellen im Stadtwald                        | Lochbach                                                           | Innenstadt              |             |               |
| Spitalbach                                         | verschiedene Kanäle im Siebentischwald      | Innerer Stadtgraben                                                | Innenstadt              |             |               |
| Innerer Stadtgraben                                | Spitalbach                                  | Äußerer Stadtgraben, Malvasierbach                                 | Innenstadt              |             |               |
| Äußerer Stadtgraben                                | Innerer Stadtgraben                         | Malvasierbach                                                      | Innenstadt              |             |               |
| Malvasierbach                                      | Innerer Stadtgraben, Äußerer Stadtgraben    | Stadtbach                                                          | Innenstadt              | 680 m       |               |

## Lechkanäle
Die Lechkanäle trugen wesentlich dazu bei, dass sich Augsburg früh industrialisierte. Sie durchfließen die untere Altstadt im Ulrichs- und Lechviertel, die Jakobervorstadt und speisen auch den Inneren und den Äußeren Stadtgraben entlang der östlichen Stadtmauer. Mit der Ausdehnung der Stadt über die alte Befestigung hinaus wurden dazu neun Industriekanäle zwischen der Altstadt und dem Lech angelegt.
Es gibt zwei Lechanstiche. Der erste liegt weit im Süden von Augsburg, heute an der Lechstaustufe 22 – Unterbergen; dort fließt Lechwasser in den Lochbach ein. Ein Teilstück von ihm zwischen Haunstetten und Rotem Tor wird als Brunnenlech bezeichnet. Am Aquädukt am Roten Tor überquert der Lochbach gemeinsam mit dem Brunnenbach den Stadtgraben. Dabei wurde das Lechwasser des Lochbachs früher mit einer hölzernen Scheidewand penibel vom rechts davon fließenden Wasser des Brunnenbachs geschieden, weil dieses zur Trinkwasserversorgung Augsburgs diente. Im weiteren Verlauf wird der Lochbach Vorderer Lech genannt.
Ein zweiter Lechanstich befindet sich am Hochablass, an dem der Hauptstadtbach vom Lech abgeleitet wird. Dieser teilt sich anschließend in den Kaufbach und in den Herrenbach. Der Herrenbach versorgt das Textilviertel und teilt sich weiter in den Fichtelbach, Hanreibach und Proviantbach. 
Der Kaufbach dagegen versorgt die östlich der Altstadt gelegenen Bäche mit Wasser, darunter Sparrenlech, Schwallech, Mittlerer Lech oder Hinterer Lech, die sich alle gemeinsam mit dem Vorderen Lech zum Stadtbach vereinen. Zwischen dem Kaufbach und dem Stadtbach verläuft der Schäfflerbach. In der Wolfzahnau vereinigt sich auch der Proviantbach mit dem Stadtbach zum Auslaufkanal, der zurück in den Lech mündet.
Mit Stand 2013 werden die Lechkanäle noch von 23 Kleinkraftwerken zur Energiegewinnung genutzt.
Der Ende des 19. Jahrhunderts gebaute, 20 km lange Lechkanal begleitet, anfangs im Abstand von weniger als hundert Metern, den Lech an seiner linken Seite. Er wird auf Höhe von Gersthofen, etwa 1,5 km nach der Einmündung der Wertach in den Lech in Augsburg, aus dem Lech ausgeleitet und erst viel weiter lechabwärts bei Ostendorf wieder zurück. Auf seinem Anfangsstück liegt er zwar dicht an der Augsburger Stadtgemarkung, deren Grenze hier dem linken Lechufer folgt, jedoch überall außerhalb. Er ist deshalb kein Augsburger Kanal.

## Wertachkanäle
Im Gegensatz zum Lech speist die Wertach nur sehr wenige Kanäle in Augsburg, streng genommen sind es nur zwei. Die Wertachkanäle sind auch jünger als die Lechkanäle. Die westlich an Augsburg vorbeifließende Singold brach 1588 bei Göggingen in die Wertach ein, wodurch ihr Unterlauf trockenfiel. Im darauffolgenden Jahr wurde ein erster Anstich der Wertach geschaffen, der das Unterlaufbett der Singold wieder füllte. Aus diesem wurde der Kanal Senkelbach. Sein Name erinnert noch an frühere Zeiten, in denen die Singold auch als Sinkel, Senkel, Senkelt und Sinkalt bezeichnet wurde.
1884 wurde in Göggingen der Fabrikkanal als rechter Abzweig von der Wertach angelegt, und seither mündet auch die Singold in diesen Kanal. Weiter flussabwärts wird der Fabrikkanal in Folge zum Wertachkanal, und über das kurze Verbindungsstück Holzbach speist er heute auch den Senkelbach.
Links von der Wertach, in Pfersee, zweigt etwa auf Höhe des Rosenaustadions der Mühlbach ab. Er trägt weiter abwärts in Oberhausen den Namen Hettenbach. Der früher ebenfalls von ihm gespeiste Hessenbach existiert heute nicht mehr.
Ursprünglich außerhalb der Stadtgrenzen Augsburgs, liegen alle genannten Wertachkanäle inzwischen innerhalb des Augsburger Stadtgebiets. Die Wertachkanäle werden heute (Stand 2013) noch mit 11 Kleinkraftwerken zur Energiegewinnung genutzt.

## Quellwasserbäche
Die Quellwasserbäche entspringen zahlreichen Grundwasserquellen im Augsburger Stadtwald im Süden der Stadt. Traditionell bezeichnet man sie auch als „Gießer“. Sie befinden sich zum Teil in Naturschutzgebieten. Teilweise fließen sie in natürlichen Bachbetten und teilweise werden sie in eigens gegrabenen Kanälen geleitet.
Sie führten jahrhundertelang Trinkwasser nach Augsburg. Am Wasserwerk am Roten Tor pumpte man seit dem Jahr 1416 das Wasser des Brunnenbachs in Wassertürme hoch, die dann die Brunnen der Stadt speisten. Die Nutzung der Quellwasserbäche für Trinkwasser endete im Jahr 1878 mit der Inbetriebnahme des Wasserwerks am Hochablass.
Die Bäche münden in den Lech, bzw. zunächst in Lechkanäle und über diese dann indirekt in den Lech.

## Denkmalschutz
Ein Teil des Kanalsystems, das durch die vom Lech abgezweigten Kanäle Lochbach und Hauptstadtbach gespeist wird und dessen Kanäle auf der Niederterrasse des Lechs zwischen der Kernstadt auf der Hochterrasse im Westen und dem Lech im Osten verlaufen, ist unter der Bezeichnung „Kanäle im Lechviertel und in der Jakobervorstadt“ als Baudenkmal in die Bayerische Denkmalliste eingetragen.
Im Einzelnen zählen dazu:
- Auslaufkanal
- Brunnenbach (ab Grenzgraben)
- Hauptstadtbach
- Herrenbach
- Kaufbach
- Proviantbach
- Vorderer Lech
- Mittlerer Lech
- Hinterer Lech
- Lochbach (ab Eintritt in den Siebentischwald)
- Schwalllech
- Sparrenlech
- Spitalbach (ab Wasserkraftwerk Spitalbach)
- Stadtbach
- Stadtgraben
- Innerer Stadtgraben
- Äußerer Stadtgraben

Der Augsburger Eiskanal steht mit dem ihn umgebenden modellierten Gelände und den darauf befindlichen Bauten als separates Baudenkmal unter Denkmalschutz. Auch mehrere der an den Kanälen liegenden und ehemals oder auch heute noch ihr Wasser nutzenden historischen Bauten wie z. B. Wasserwerke und Wasserkraftwerke sind einzeln denkmalgeschützt.